# Marcial Pons
Marcial Pons es una librería independiente fundada en 1948 en Madrid que tuvo continuación como editorial especializada en la publicación de obras de referencia en Historia (sello editorial «Historia de Marcial Pons») y en Ciencias jurídicas («Marcial Pons Ediciones Jurídicas») fundada por el bilbilitano Marcial Pons Abejer (1915-2011) en los años 1990.

## Historia
El fundador, Marcial Pons, fue estudiante en Zaragoza donde estuvo trabajando en la Librería de Cecilio Gasca desde los quince años junto a su hermano mayor Francisco Pons.
Tras la Guerra civil española, y trabajar un tiempo en Madrid en la Librería de Afrodisio Aguado, decide establecerse como librero independiente en 1948, desarrollando «un modelo de librería especializada» que le exigía un desempeño profesional exigente para atender a su clientela. En la actualidad son cuatro los establecimientos abiertos, tres en Madrid y otro en Barcelona.
En 1989 nace el proyecto editorial de Marcial Pons en colaboración de José Juan Ferreiro y José Ramón Parada, ambos profesores universitarios, creando Marcial Pons Ediciones Jurídicas y Sociales, S.A. La evolución del proyecto en la actualidad incluye tener sedes en Madrid y en Buenos Aires.
En 1998, gracias a la positiva evolución de las ediciones jurídicas, contando con la participación académica y accionarial de numerosos historiadores, funda Marcial Pons Ediciones de Historia, S.A. centrada en primeras ediciones y promoción de libros de Historia.
La buena evolución del conjunto editorial impulsa la creación en el año 2000 de Marcial Pons Argentina y la publicación de libros desde 2012 en Brasil.

## Premios y reconocimientos
- En 2020 la Editorial Marcial Pons recibió la Medalla de Oro al Mérito en las Bellas Artes junto con otras 32 personalidades e instituciones culturales.